# Buch (Vorarlberg)
Buch ist eine Gemeinde mit 589 Einwohnern (Stand 1. Jänner 2024) im österreichischen Bundesland Vorarlberg.

## Geografie
Buch liegt im westlichsten Bundesland Österreichs, Vorarlberg, im Bezirk Bregenz, südöstlich des Bodensees. Die Grenze im Norden bildet die Bregenzer Ach in einer Höhe von 450 Meter über der Adria. Nach Süden steigt das Gemeindegebiet großteils bewaldet an. Die höchste Erhebung ist der Schneiderkopf (Schneiderspitze) mit 971 Meter. Die Fläche beträgt sechs Quadratkilometer. Davon ist mehr als die Hälfte bewaldet (Ippachwald), 38 Prozent werden landwirtschaftlich genutzt.

### Gliederung
Es existieren keine weiteren Katastralgemeinden in Buch.

### Nachbargemeinden
Die Gemeinde Buch grenzt an sechs andere Vorarlberger Gemeinden im Bezirk Bregenz. Im Uhrzeigersinn um die Gemeinde herum liegen die Landes- und Bezirkshauptstadt Bregenz, die Gemeinden Langen, Alberschwende und Bildstein, die Marktgemeinde Wolfurt sowie die Gemeinde Kennelbach. An Kennelbach grenzt Buch mit einer Grenzlänge von nur etwa 30 Metern im Flussbett der Bregenzer Ach im äußersten Westen des Gemeindegebiets.
| Bregenz    | Langen                                      |               |
| Kennelbach | Kompassrose, die auf Nachbargemeinden zeigt |               |
| Wolfurt    | Bildstein                                   | Alberschwende |

## Geschichte
Im Jahre 1335 wurde der Ort als „Garmansbuoch“ erstmals urkundlich erwähnt. Buch bildete damals gemeinsam mit Bildstein die Gemeinde Steußberg. Nachdem 1484 eine Kapelle errichtet worden war, wurde Buch 1506 eine Kaplanei als Filialkirche von Wolfurt. Im Jahre 1760 wurde Buch schließlich eigene Pfarrei mit damals 165 Einwohnern. 1794 wurde eine neue Pfarrkirche erbaut.
Die Habsburger regierten den Ort vor 1805 wechselnd von Tirol und Vorderösterreich (Freiburg im Breisgau) aus. Von 1805 bis 1814 gehörte der Ort zum Königreich Bayern, eine selbständige Gemeinde wurde Buch in dieser Zeit. In den Jahrhunderten zuvor wurde der Ort vom Niedriggericht Hofsteig verwaltet. Nach einer Aufzeichnung des Landammann Schneider aus dem Jahr 1808 hatte Buch 241 Einwohner, 41 Häuser und 99 Kühe. Seit 1814 gehört Vorarlberg wieder zu Österreich. Zum österreichischen Bundesland Vorarlberg gehört Buch seit der Gründung 1861. Von 1902 bis 1983 hatte Buch eine Haltestelle an der Bregenzerwaldbahn, von 1945 bis 1955 war der Ort Teil der französischen Besatzungszone in Österreich.

### Bevölkerungsentwicklung
Der Ausländeranteil lag Ende 2002 bei 3,7 Prozent. Im Jahr 2011 lebten 18 Menschen mit nicht-österreichischer Staatsangehörigkeit in Buch, davon kamen elf aus Deutschland.

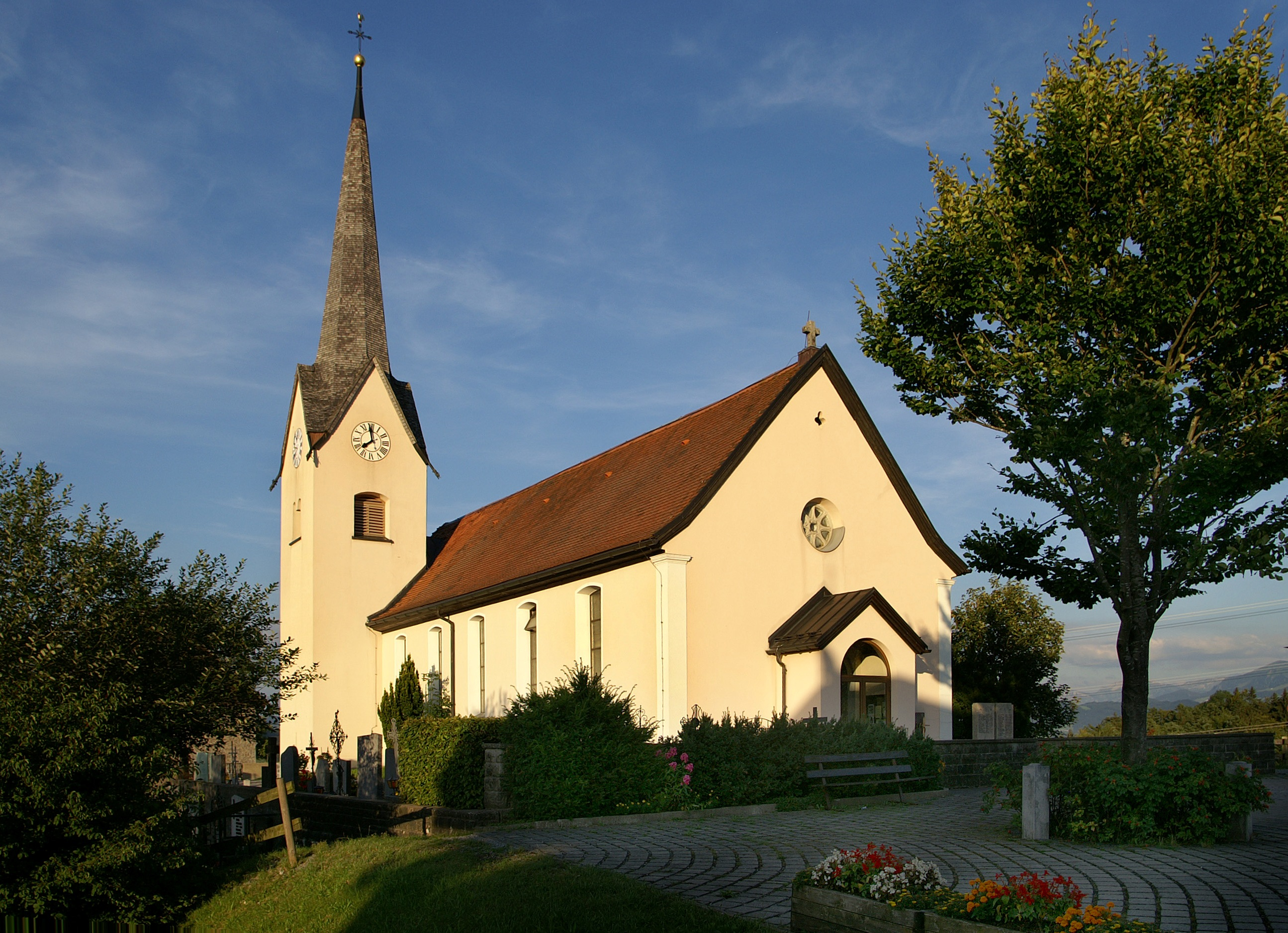
Pfarrkirche hll. Petrus und Paulus.

## Kultur und Sehenswürdigkeiten

### Bauwerke
- Pfarrkirche Buch

### Naturdenkmal
- Natura 2000 Gebiet Bregenzerachschlucht

### Vereine
In Buch ist der Sportverein Buch der größte Verein mit 261 Mitgliedern.

## Wirtschaft und Infrastruktur

### Wirtschaftssektoren
Im Ort befinden sich neunzehn landwirtschaftliche Betriebe, acht Produktionsbetriebe und fünfzehn Dienstleister (Stand 2010/2011).
| Wirtschaftssektor            | Anzahl Betriebe | Anzahl Betriebe | Erwerbstätige | Erwerbstätige |
| Wirtschaftssektor            | 2011            | 2001            | 2011          | 2001          |
| ---------------------------- | --------------- | --------------- | ------------- | ------------- |
| Land- und Forstwirtschaft 1) | 19              | 25              | 12            | 20            |
| Produktion                   | 8               | 4               | 16            | 6             |
| Dienstleistung               | 15              | 14              | 36            | 20            |

1) Betriebe mit Fläche in den Jahren 2010 und 1999

### Arbeitsmarkt, Pendeln
Von den 279 Erwerbstätigen, die 2011 in Buch wohnten, arbeiteten 47 in der Gemeinde, mehr als achtzig Prozent pendelten aus.

### Bildung
In Buch gibt es einen Kindergarten und 27 Schüler (Schuljahr 2010/11).

## Politik

### Gemeindevertretung

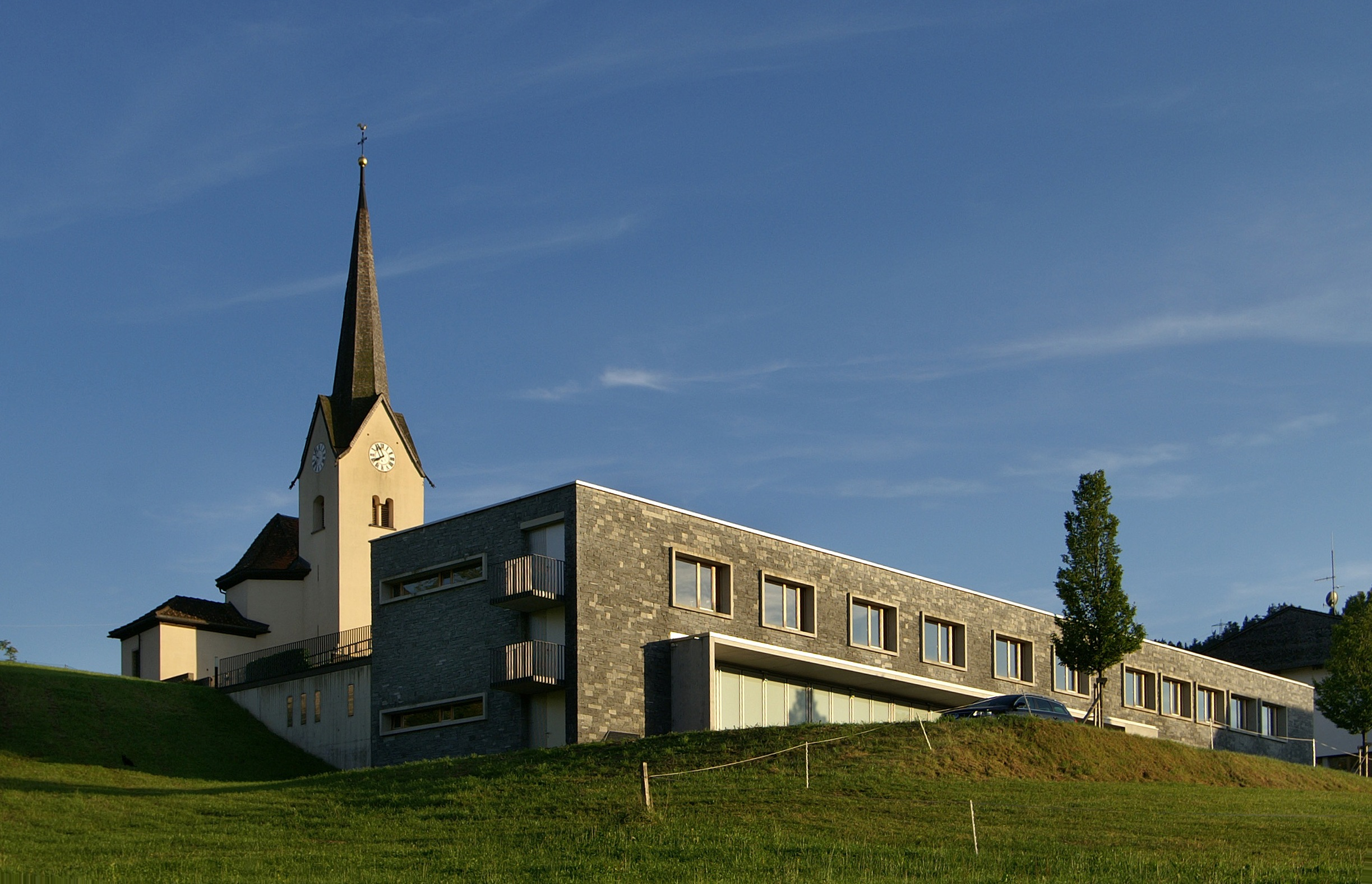
Gemeindeamt Buch

In Vorarlberg wählen die Bürger alle fünf Jahre die Mitglieder der Gemeindevertretung durch Ankreuzen eines Listen-Wahlvorschlages bzw. durch Mehrheitswahl wenn kein Listenvorschlag vorliegt. Weiters den Bürgermeister durch Ankreuzen eines Wahlvorschlages.
Die Gemeindevertretung wählt in der konstituierenden Sitzung aus ihrer Mitte – sofern keine Wahl durch die Bürger zustande kam – gemäß § 61 Gemeindegesetz einen Bürgermeister und dann einen mindestens dreiköpfigen Gemeindevorstand. Die Zahl dieser „Gemeinderäte“ darf aber gemäß § 55 den vierten Teil der Zahl der Gemeindevertreter nicht übersteigen.
Der Bürgermeister führt den Vorsitz bei den generell öffentlichen Sitzungen der Gemeindevertretung, in denen kommunale Belange besprochen und Beschlüsse gefasst werden. Beobachter haben kein Mitspracherecht und kein Stimmrecht. Die Gemeindevertretung kann nach Bedarf Ausschüsse bestellen. Sitzungen des Gemeindevorstandes und der Ausschüsse sind nicht öffentlich.

#### Sitzverteilung nach den Wahlen
- Gemeindevertretungswahlen 1985: Gemeinschaftsliste 12.[11]
- Gemeindevertretungswahlen 1990: Gemeinschaftsliste 12.[12]
- Gemeindevertretungswahlen 1995: Gemeinschaftsliste 11, Liste „50 Plus“ 1.[13]
- Gemeindevertretungswahlen 2000: Gemeinschaftsliste Buch (GLB) 11, Die Freiheitlichen (FPÖ) und Parteifreien Buch 1.[14]
- Gemeindevertretungswahlen 2005: Gemeinschaftsliste Buch (GLB) 11, Die Freiheitlichen (FPÖ) und Parteifreien Buch 1.[15]
- Gemeindevertretungswahlen 2010: Gemeinschaftsliste Buch (GLB) 9, Die Freiheitlichen (FPÖ) und Parteifreien Buch 3.[16]
- Gemeindevertretungswahlen 2015: Gemeinschaftsliste Buch 12.[17]
- Gemeindevertretungswahlen 2020: Gemeinschaftsliste Buch 12.[18]
- Gemeindevertretungswahlen 2025: Gemeinschaftsliste Buch 12.[19]

### Bürgermeister
- 1945–1947 Franz Josef Rusch[20]
- 1947–1949 Peter Zengerle[20]
- 1949–1958 Fidel Eberle[20]
- 1958–1969 Theodor Pickelmann[20]
- 1969–1995 Ewald Hopfner[20]
- seit 1995 Franz Martin[20][21]

### Wappen
Das Bucher Wappen wurde am 3. Juni 1970 gewährt. Es zeigt auf Grün ein weißes Buchenblatt und darunter, am Blattstiel zwei weiße, gelb umrandete Bucheckern.

## Persönlichkeiten
- Johann Eberle (1798–1834), Mediziner
- Isidor Hopfner (1858–1937), Jesuit, Dichter und Namenforscher
- Georg Schelling (1906–1981), katholischer Priester, Chefredakteur und Dachau-Häftling
- Michelle Niederwieser (1999), Skirennläuferin